# Castelul Eszterhazy
Castelul Eszterhazy este un monument istoric aflat pe teritoriul satului Șard, comuna Ighiu.